# Vývoj území Prahy a jeho administrativního dělení
Vývoj hlavního města Prahy jako jednotného města lze počítat od sloučení čtyř pražských měst v roce 1784 do královského hlavního města Prahy. V letech 1850–1901 pak k němu byly připojeny další čtyři části. Klíčovým mezníkem je vznik Velké Prahy v roce 1922. V roce 1960 byly k Praze připojeny dvě části, ke dvěma rozsáhlým vlnám připojování pak došlo v letech 1968 a 1974. Od té doby se území hlavního města Prahy zásadně nezměnilo. Žádná část se od hlavního města nikdy neodtrhla. 
Před rokem 1922 byly části města, jak bylo obvyklé i v jiných městech a obcích, označovány římskými čísly. Po vzniku Velké Prahy nově připojené části už nedostaly číslo každá zvlášť, ale část z nich byla seskupena do obvodů, které dostaly římské číslo jako celky až do čísla XIX. Obvody byly administrativními jednotkami, původním sedmi částem zůstala sice původní čísla, ale fakticky tvořily všechny dohromady jeden obvod. V roce 1947 byl zaveden nový systém, který zachoval původní členění a číslování téměř beze změny, pouze z Prahy XIII byla vyčleněna Praha XX a přitom byla rozdělením Záběhlic poprvé porušena skladebnost územního členění, a Praha I až VII byly spravovány samostatně. V roce 1949 bylo členění zcela změněno, Praha byla rozdělena na 16 obvodů Praha 1 až 16. V roce 1960 byl počet obvodů zredukován na 10. Nové části připojené v letech 1968 a 1974 byly sice připojeny k existujícím 10 obvodům, ale zachovaly si své národní výbory, tedy jejich správa byla třístupňová, zatímco správa původního území obvodů jen dvoustupňová. V roce 1990 se dosavadní obvodní a místní národní výbory staly základem zřízených samosprávných městských částí, jejichž počet dosáhl 57. Postupná reforma byla dovršena roku 2001, odkdy existuje 22 číslovaných tzv. „velkých“ městských částí, které mají i přenesenou působnost, která tak vytváří 22 číslovaných správních obvodů, a 35 tzv. „malých“ městských částí, které mají pouze samostatnou působnost. 

### Královské hlavní město Praha (1784–1921)
- 12. února 1784 vzniká Královské hlavní město Praha – Staré Město pražské, Nové Město pražské, Malá Strana a Hradčany (Praha I až IV) sloučeny dekretem Josefa II. a rozhodnutím vlády
- 1850 připojen Josefov (Praha V)
- 1883 připojen Vyšehrad (Praha VI) (z Kouřimského kraje)
- 1884 připojeny Holešovice-Bubny (Praha VII)
- 1901 připojena Libeň (Praha VIII)

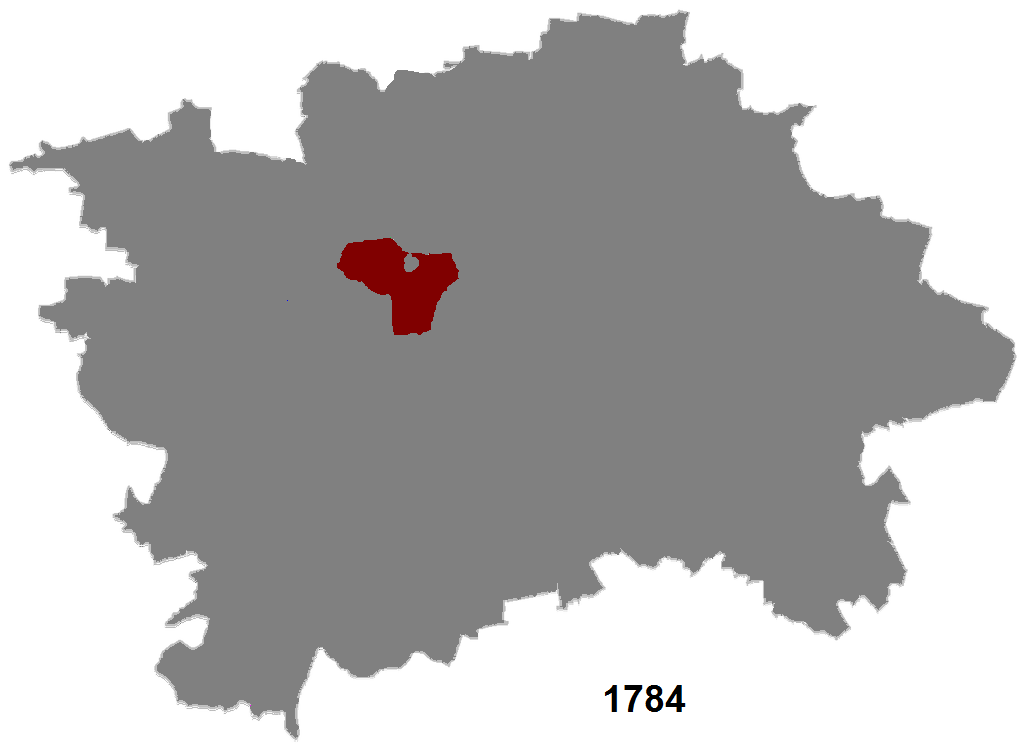
1784
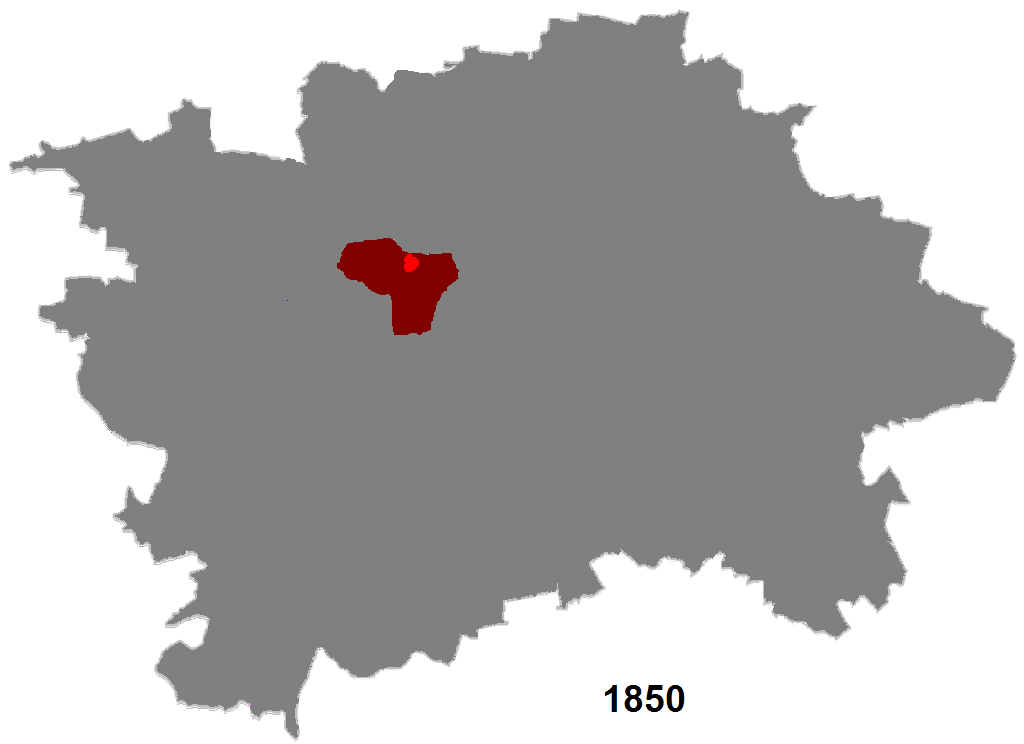
1850
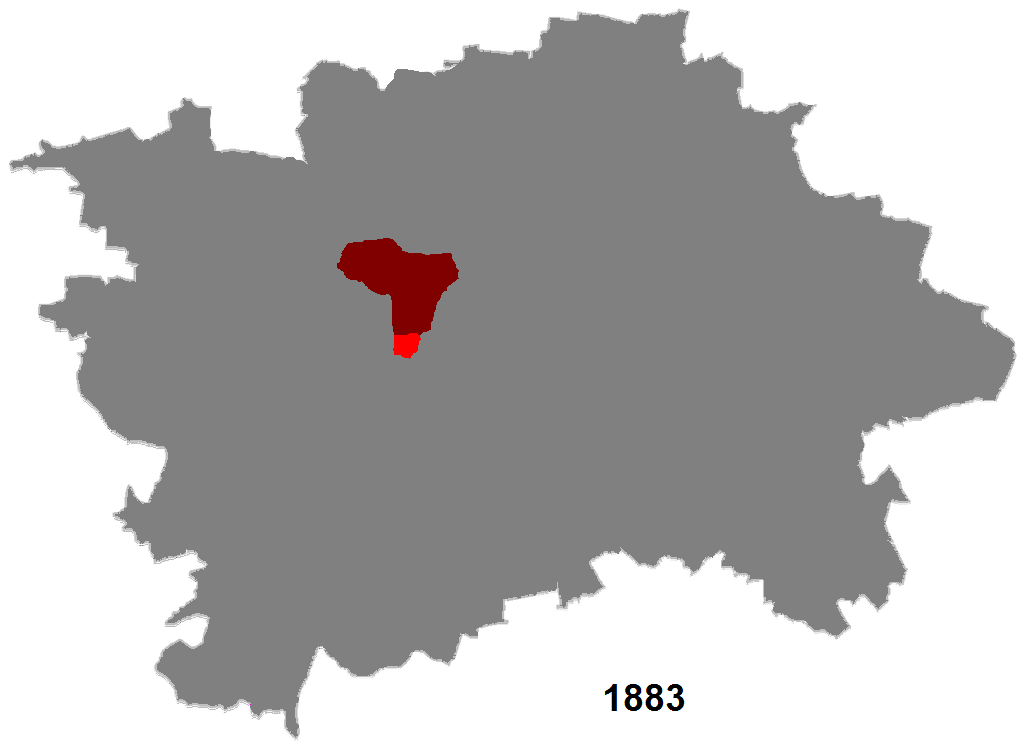
1883
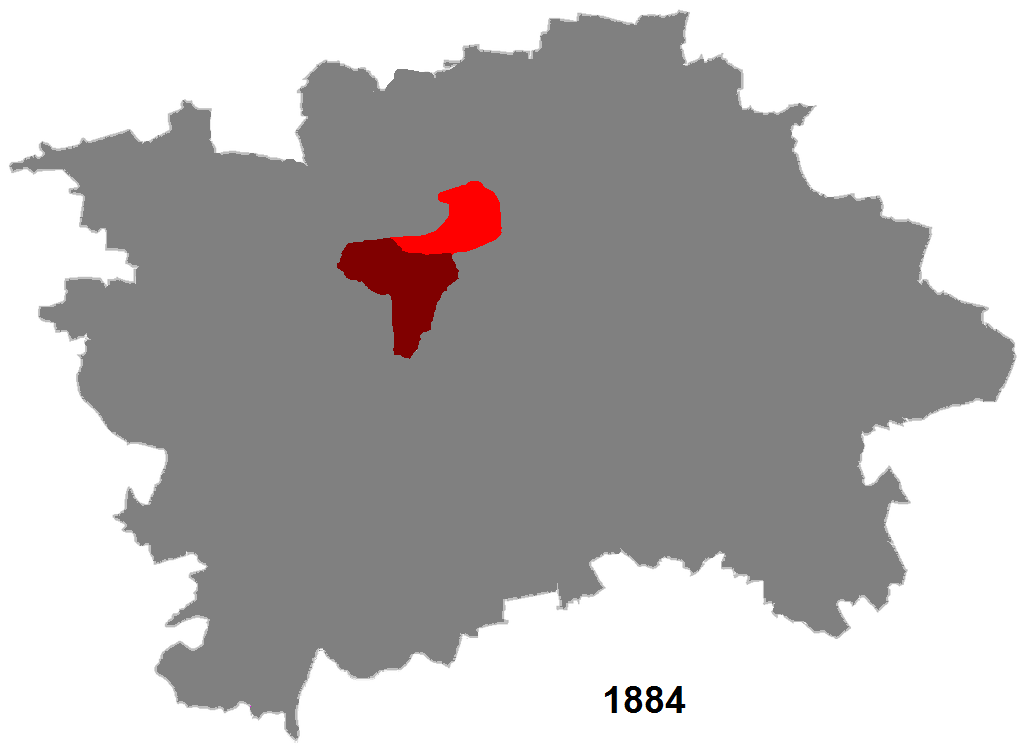
1884
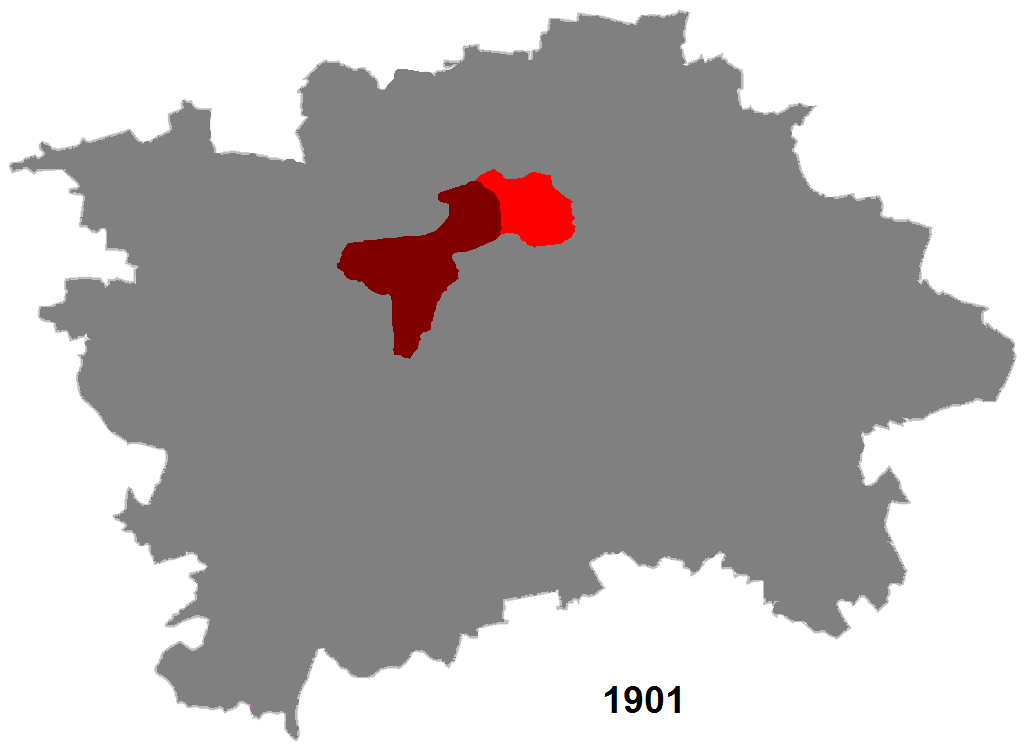
1901

### Velká Praha (od roku 1922)
| Období     | Obvody hlavního města Prahy (přibližné schéma návaznosti) | Obvody hlavního města Prahy (přibližné schéma návaznosti) | Obvody hlavního města Prahy (přibližné schéma návaznosti) | Obvody hlavního města Prahy (přibližné schéma návaznosti) | Obvody hlavního města Prahy (přibližné schéma návaznosti) | Obvody hlavního města Prahy (přibližné schéma návaznosti) | Obvody hlavního města Prahy (přibližné schéma návaznosti) | Obvody hlavního města Prahy (přibližné schéma návaznosti) | Obvody hlavního města Prahy (přibližné schéma návaznosti) | Obvody hlavního města Prahy (přibližné schéma návaznosti) | Obvody hlavního města Prahy (přibližné schéma návaznosti) | Obvody hlavního města Prahy (přibližné schéma návaznosti) | Obvody hlavního města Prahy (přibližné schéma návaznosti) | Obvody hlavního města Prahy (přibližné schéma návaznosti) | Obvody hlavního města Prahy (přibližné schéma návaznosti) | Obvody hlavního města Prahy (přibližné schéma návaznosti) | Obvody hlavního města Prahy (přibližné schéma návaznosti) | Obvody hlavního města Prahy (přibližné schéma návaznosti) | Obvody hlavního města Prahy (přibližné schéma návaznosti) | Obvody hlavního města Prahy (přibližné schéma návaznosti) | Obvody hlavního města Prahy (přibližné schéma návaznosti) | Obvody hlavního města Prahy (přibližné schéma návaznosti) | Obvody hlavního města Prahy (přibližné schéma návaznosti) | Obvody hlavního města Prahy (přibližné schéma návaznosti) | Obvody hlavního města Prahy (přibližné schéma návaznosti) | Obvody hlavního města Prahy (přibližné schéma návaznosti) | Obvody hlavního města Prahy (přibližné schéma návaznosti) | Obvody hlavního města Prahy (přibližné schéma návaznosti) | Obvody hlavního města Prahy (přibližné schéma návaznosti) | Obvody hlavního města Prahy (přibližné schéma návaznosti) | Obvody hlavního města Prahy (přibližné schéma návaznosti) | Obvody hlavního města Prahy (přibližné schéma návaznosti) | Obvody hlavního města Prahy (přibližné schéma návaznosti) | Obvody hlavního města Prahy (přibližné schéma návaznosti) |
| ---------- | --------------------------------------------------------- | --------------------------------------------------------- | --------------------------------------------------------- | --------------------------------------------------------- | --------------------------------------------------------- | --------------------------------------------------------- | --------------------------------------------------------- | --------------------------------------------------------- | --------------------------------------------------------- | --------------------------------------------------------- | --------------------------------------------------------- | --------------------------------------------------------- | --------------------------------------------------------- | --------------------------------------------------------- | --------------------------------------------------------- | --------------------------------------------------------- | --------------------------------------------------------- | --------------------------------------------------------- | --------------------------------------------------------- | --------------------------------------------------------- | --------------------------------------------------------- | --------------------------------------------------------- | --------------------------------------------------------- | --------------------------------------------------------- | --------------------------------------------------------- | --------------------------------------------------------- | --------------------------------------------------------- | --------------------------------------------------------- | --------------------------------------------------------- | --------------------------------------------------------- | --------------------------------------------------------- | --------------------------------------------------------- | --------------------------------------------------------- | --------------------------------------------------------- |
| historické | I.                                                        | III.                                                      | IV.                                                       | V.                                                        | II.                                                       | II.                                                       | VI.                                                       | XII.                                                      | VII.                                                      | VIII.                                                     | X.                                                        | IX.                                                       | IX.                                                       | IX.                                                       | IX.                                                       | IX.                                                       | IX.                                                       | XI                                                        | XII.                                                      | XII.                                                      | XX.                                                       | XX.                                                       | XIII.                                                     | XIII.                                                     | XIII.                                                     | XIV.                                                      | XV.                                                       | XVI.                                                      | XVI.                                                      | XVII.                                                     | XVII.                                                     | XVIII.                                                    | XVIII.                                                    | XIX.                                                      |
| 1949–1960  | 1                                                         | 1                                                         | 1                                                         | 1                                                         | 2                                                         | 2                                                         | 2                                                         | 2                                                         | 7                                                         | 8                                                         | 3                                                         | 9                                                         | 9                                                         | 9                                                         | 9                                                         | 9                                                         | 9                                                         | 11                                                        | 12                                                        | 12                                                        | 10                                                        | 10                                                        | 13                                                        | 13                                                        | 13                                                        | 14                                                        | 15                                                        | 16                                                        | 16                                                        | 4                                                         | 4                                                         | 5                                                         | 5                                                         | 6                                                         |
| od 1960    | 1                                                         | 1                                                         | 1                                                         | 1                                                         | 1                                                         | 2                                                         | 2                                                         | 2                                                         | 7                                                         | 8                                                         | 8                                                         | 9                                                         | 9                                                         | 9                                                         | 9                                                         | 9                                                         | 9                                                         | 3                                                         | 3                                                         | 10                                                        | 10                                                        | 10                                                        | 10                                                        | 10                                                        | 4                                                         | 4                                                         | 4                                                         | 5                                                         | 5                                                         | 5                                                         | 5                                                         | 6                                                         | 6                                                         | 6                                                         |
| od 2002    | 1                                                         | 1                                                         | 1                                                         | 1                                                         | 1                                                         | 2                                                         | 2                                                         | 2                                                         | 7                                                         | 8                                                         | 8                                                         | 9                                                         | 14                                                        | 18                                                        | 19                                                        | 20                                                        | 21                                                        | 3                                                         | 3                                                         | 10                                                        | 10                                                        | 15                                                        | 22                                                        | 11                                                        | 11                                                        | 4                                                         | 12                                                        | 5                                                         | 13                                                        | 16                                                        | 17                                                        | 17                                                        | 6                                                         | 6                                                         |

#### Vznik Velké Prahy

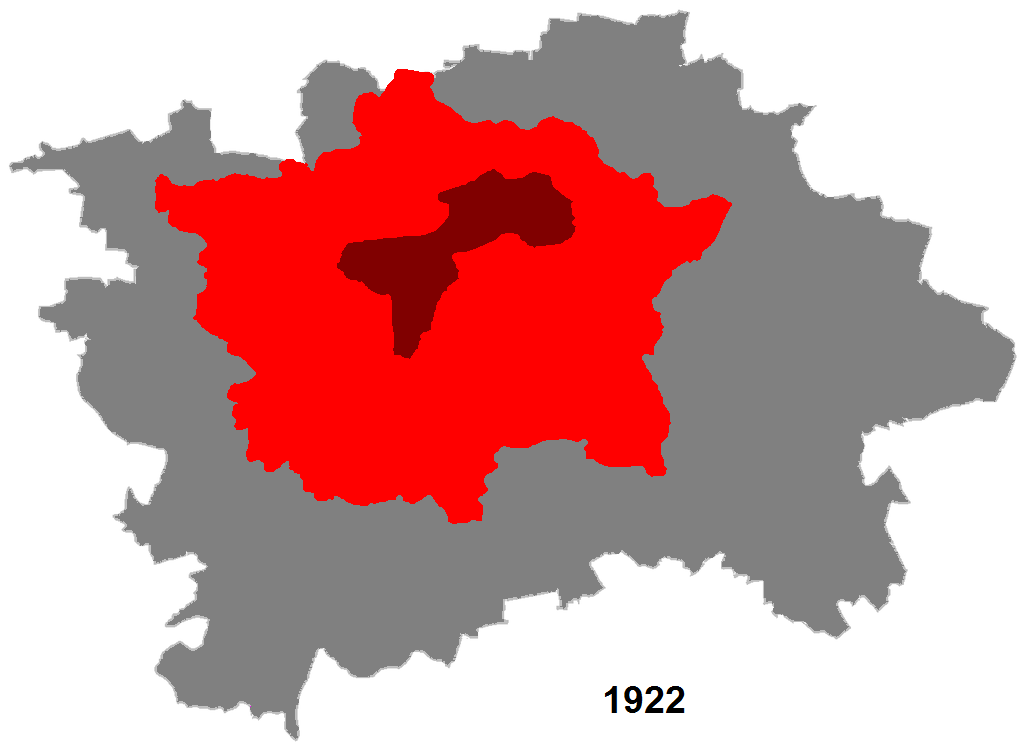
Vznik Velké Prahy

Hlavní město Praha (tzv. Velká Praha) vzniklo 1. ledna 1922 na základě zákona č. 114/1920 Sb. z. a n. připojením 37 obcí a osad, z toho 10 měst. Připojeno bylo:
- 8 obcí karlínského okresu: Bohnice, Hloubětín, město Karlín, Kobylisy, Prosek, Střížkov, Troja, město Vysočany
- 14 obcí smíchovského okresu: město Břevnov, město Bubeneč, Dejvice, Hlubočepy, Jinonice, město Košíře, Liboc, Motol, Radlice, Sedlec, město Smíchov, Střešovice, Veleslavín, Vokovice
- 10 obcí vinohradského okresu (který současně zanikl): Braník, Hodkovičky (včetně Lhotky), Hostivař (bez osad Milíčov a Háje), Krč, Michle, město Nusle, Podolí, město Vršovice, město Královské Vinohrady, Záběhlice
- 4 obce žižkovského okresu (který současně zanikl): Hrdlořezy, Malešice, Staré Strašnice, město Žižkov
- 2 části obcí zbraslavského okresu: osada Malá Chuchle (z obce Velká Chuchle), část Modřan zvaná Zátiší (zároveň připojena k Hodkovičkám)

#### Praha I – Praha XIX (1923–1947)
Vládní nařízení 7/1923 Sb. s účinností ode dne vyhlášení (17. ledna 1923) rozdělilo Prahu do 19 obvodů označených římskými čísly. Toto rozdělení platilo pouze pro účely voleb a místní samosprávy. Pro státní správu zůstalo v platnosti původní uspořádání. Obvodů bylo vlastně jen 13, protože Praha I–VII tvořila jeden obvod (přičemž pro orientaci bylo na ulicích zachováno původní značení). Praha VIII byla rozšířena, ostatní obvody jsou nové.
Hlavní město Praha spravovala městská rada, obvody obvodní rady. Později vládní nařízení č. 45/1945 Sb. zavedlo namísto nich ústřední národní výbor a místní národní výbory.
- Praha I – Staré Město*
- Praha II – Nové Město*
- Praha III – Malá Strana*
- Praha IV – Hradčany*
- Praha V – Josefov*
- Praha VI – Vyšehrad*
- Praha VII – Holešovice-Bubny*
- Praha VIII – Libeň, Střížkov, Kobylisy, Troja, Bohnice
- Praha IX – Vysočany, Prosek, Hloubětín
- Praha X – Karlín
- Praha XI – Žižkov, Hrdlořezy, Malešice
- Praha XII – Královské Vinohrady
- Praha XIII – Vršovice, Záběhlice, Hostivař, Strašnice
- Praha XIV – Nusle, Michle, Krč
- Praha XV – Podolí, Braník, Hodkovičky (včetně Lhotky a Zátiší)
- Praha XVI – Smíchov, Radlice, Hlubočepy, Malá Chuchle
- Praha XVII – Košíře, Motol, Jinonice
- Praha XVIII – Břevnov, Střešovice, Liboc
- Praha XIX – Dejvice, Bubeneč, Sedlec, Vokovice, Veleslavín

* Pro volební účely tvořily Praha I–VII jeden obvod.

#### Praha I – Praha XX (1947 – 1949)
Vládní nařízení ze dne 21. října 1947 o územním rozdělení hlavního města Prahy č. 187/1947 Sb. ustanovilo od svého vyhlášení 14. listopadu 1947 téměř stejné obvody, jaké platily od roku 1923. Nově byly obvody pojmenovány podle hlavní čtvrtě a staly se též obvody pro státní správu, obvody I až VII byly opět samostatné. Praha XX byla vyčleněna z obvodu Praha XIII, Záběhlice přitom byly roztrženy do dvou obvodů – Zahradní Město se ocitlo v jiném obvodu než zbytek Záběhlic.
- Praha I až Praha VII jako dříve
- Praha VIII – Libeň (Libeň, Střížkov, Kobylisy, Troja, Bohnice)
- Praha IX – Vysočany (Vysočany, Prosek, Hloubětín)
- Praha X – Karlín
- Praha XI – Žižkov (Žižkov, Hrdlořezy, Malešice)
- Praha XII – Královské Vinohrady
- Praha XIII – Vršovice (Vršovice, Záběhlice bez Zahradního Města)
- Praha XIV – Nusle (Nusle, Michle, Krč)
- Praha XV – Braník (Podolí, Braník, Hodkovičky včetně Lhotky a Zátiší)
- Praha XVI – Smíchov (Smíchov, Radlice, Hlubočepy, Malá Chuchle)
- Praha XVII – Košíře (Košíře, Motol, Jinonice)
- Praha XVIII – Břevnov (Břevnov, Střešovice, Dolní Liboc)
- Praha XIX – Dejvice (Dejvice, Bubeneč, Sedlec, Vokovice, Veleslavín)
- Praha XX – Strašnice (Hostivař, Staré Strašnice, část Záběhlic s názvem Zahradní Město)

#### Praha 1 – Praha 16 (1. 4. 1949 – 30. 6. 1960)
Vládní nařízení č. 79/1949 Sb. zavedlo od 1. dubna 1949 zcela nové členění. Poprvé masově přestaly být respektovány hranice katastrálního členění. Pro označování obvodů se začala používat arabská čísla. Počet číslovaných obvodů se snížil z 20 na 16 (fakticky se počet obvodů zvýšil ze 14 na 16, protože dosavadních prvních 7 obvodů bylo ve skutečnosti jediným obvodem). Přestože žádný nový obvod nebyl vymezením totožný s předchozím, nové číslování si zachovalo jistou míru návaznosti na předchozí systém: nové obvody s čísly 1, 2, 7, 8, 9, 11, 12, 13, 14, 15 a 16 lze považovat za nástupce obvodů označených shodným římským číslem, dosavadní obvody III, IV a V byly v podstatě začleněny do prvního obvodu a obvod VI do druhého obvodu, u zbývajících obvodů lze hovořit o přečíslování (X na 3, XVII na 4, XVIII na 5, XIX na 6, XX na 10).
Obvodní rady se staly obvodními národními výbory.
- Praha 1 – Josefov, Staré Město, Malá Strana, část Holešovic-Buben a Hradčan
- Praha 2 – Vyšehrad, část Nového Města, část Nuslí, část Královských Vinohrad
- Praha 3 – Karlín (vyjma Rustonky) a část Nového Města
- Praha 4 – Jinonice, Košíře, Motol a část Smíchova
- Praha 5 – Břevnov, části Dolní Liboce, část Střešovic
- Praha 6 – Dejvice, Sedlec, Veleslavín, Vokovice a části Bubenče, Holešovic-Buben, Hradčan, Dolní Liboce a Střešovic
- Praha 7 – části Bubenče, Holešovic-Buben, Libně a Troje
- Praha 8 – Bohnice, Kobylisy, Střížkov, části Karlína, Libně a Troje
- Praha 9 – Hloubětín, Hrdlořezy, Prosek, části Libně a Vysočan
- Praha 10 – Hostivař, Malešice, Staré Strašnice, část Záběhlic (Zahradní Město)
- Praha 11 – Žižkov a část Vysočan
- Praha 12 – část Královských Vinohrad
- Praha 13 – Vršovice a části Michle a Záběhlic
- Praha 14 – části Krče, Lhotky, Nových Dvorů, Hodkoviček, Michle a Nuslí
- Praha 15 – Braník, Podolí, části Hodkoviček a Krče
- Praha 16 – Hlubočepy, Malá Chuchle, Radlice a část Smíchova

### Obvody Praha 1 – Praha 10 (od roku 1960 dosud)
Podle § 2 zákona č. 36/1960 Sb., o územním členění státu, byl ode dne vyhlášení (11. dubna 1960) počet obvodů zredukován na deset, a to s názvy Praha 1 až Praha 10. V případě obvodů č. 1, 2, 6, 7, 8 a 9 lze mluvit o úpravách území původních obvodů, dosavadní obvod Praha 11 byl v podstatě přečíslován na Prahu 3, dosavadní Praha 3 (Karlín) včleněna do obvodu Praha 8, dosavadní Praha 5 (Břevnov) do Prahy 6, dosavadní obvody Praha 16 a Praha 4 sloučeny do nového obvodu Praha 5, dosavadní obvody Praha 13 a Praha 10 sloučeny do nového obvodu Praha 10, dosavadní obvody Praha 14 a Praha 15 sloučeny do nového obvodu Praha 4 a dosavadní obvod Praha 12 (Král. Vinohrady) rozdělen mezi obvody Praha 3 a Praha 10 – krom toho zároveň došlo i k různým drobnějším změnám vymezení. Tímto poměrně složitým postupem bylo dosaženo stavu, že obvody 4–10 jsou uspořádány kolem centra tvořeného centrálními obvody 1–3 do prstence v pořadí po směru hodinových ručiček od jihojihovýchodu až k jihovýchodu, přičemž kromě Prahy 7 dosahovaly až k okraji města.
Zákon stanovil nové členění státu na kraje a okresy. Hlavní město Praha dostalo status rovnocenný krajům, obvody status obdobný okresům. Současně byly k Praze připojeny Čimice a Ruzyně. Výhodou nového rozdělení bylo například opětovné sloučení centra města do jediného obvodu. V letech 1968, 1970 a 1974 byly do okrajových obvodů včleňovány i nově připojované obce, které si však zachovaly vlastní místní národní výbory.
Obvody byly původně popsány výčtem katastrálních území a vymezením hranic. Po novelizaci zákona č. 36/1960 Sb. přesné vymezení území obvodů stanovil prováděcí předpis ministerstva vnitra, vyhláška č. 564/2002 Sb., výčtem městských částí. Městská část je základní jednotkou samosprávy i státní správy, zákon tedy nyní zaručuje, že žádná městská část nemůže být rozdělena do více územních obvodů.
Původní státně-územní pojem obvodu nelze ztotožňovat s později vzniklými 22 číslovanými městskými částmi s rozšířenou působností státní správy (tzv. správními obvody) podle Statutu města Prahy, třebaže deset z nich má stejné názvy jako městské obvody. Pro správní účely bylo později zavedeno nejprve 15 (v roce 1995), později 22 (v roce 2002) menších správních obvodů, přičemž například rozšířený správní obvod městské části Praha 17 zasahuje do městských obvodů Praha 5 i Praha 6.
Původně bylo deset pražských obvodů též jednotkami samosprávy a státní správy. Postupně v letech 1988–2001 byla většina orgánů a pravomocí přenesena na městské části. Dosavadní obvodní úřady zúžily svou územní působnost a změnily se také na úřady městských částí. Dosud zůstávají obvody směrodatné například pro příslušnost v soudním řízení a jsou podle nich organizovány i další instituce, například pošty. 18. 7. 2005 vláda navrhla zrušení zákona č. 36/1960 Sb., o územním členění státu (sněmovní tisk 1047). Vláda se snažila zákonem uchovat deset soudních obvodů a zavést čtyři policejní obvody, Praha I až Praha IV. Neochota vlády zcela přizpůsobit soudní systém novému správnímu uspořádání však narazila na silný nesouhlas zejména u představitelů krajů.

#### Připojování nových území 1960–1974
Zákon č. 111/1967 Sb. usnadnil připojování nových obcí. Obce byly průběžně začleňovány do přilehlých okrajových pražských obvodů Praha 4 až Praha 10. Ústavní zákon č. 110/1967 Sb. umožnil, aby v Praze kromě Národního výboru hlavního města Prahy a obvodních národních výborů mohly působit též místní národní výbory. Tuto možnost uvedl do praxe Zákon o hlavním městě Praze č. 111/1967 Sb., který v § 19 stanovil připojení území dalších obcí k Praze a v § 20 pokračující existenci jejich místních národních výborů.
- 11. července 1960 – připojeny obec Ruzyně, osada Čimice, a malé části deseti dalších mimopražských katastrálních území (Dolní Chabry, Ďáblice, Háje, Petrovice, Kunratice, Řeporyje, Přední Kopanina, Nebušice, Lysolaje, Holyně).
- 1. ledna 1968 – připojeny městečko Čakovice, Ďáblice, Háje, Dolní Chabry, Chodov, Velká Chuchle, Kbely, Kunratice, Kyje včetně k. ú. Hostavice, Lahovice (část), Letňany, Libuš, Lysolaje, Dolní Měcholupy, Horní Měcholupy, Miškovice, město Modřany, Nebušice, Petrovice, Řepy, Suchdol, Štěrboholy, Třeboradice, část Holyně
- 1970 – podle některých zdrojů připojeny Hostavice[1], podle jiných zdrojů byly Hostavice připojeny již roku 1968[2], pravděpodobně jako součást obce Kyje.
- 1970 – z důvodu rozšíření letiště Ruzyně připojeny části katastrálních území Přední Kopanina, Kněžívka, Kněževes, Dobrovíz, Hostivice. Hlavní části těchto obcí (zástavba) i nadále ležely mimo hranice Prahy.
- 1. července 1974 – zákonem ČNR č. 31/1974 Sb. připojeno 30 obcí zahrnujících 37 katastrálních území Běchovice, Benice, Březiněves, Dolní Počernice, Dubeč, Dubeček, město Horní Počernice, obec Cholupice včetně k. ú. Točná, Klánovice, Koloděje, obec Kolovraty včetně k. ú. Lipany, Královice, Křeslice, Lipence, Lochkov, Nedvězí, Písnice, Přední Kopanina, město Radotín, městys Řeporyje včetně k. ú. Zadní Kopanina, Satalice, obec Slivenec včetně k. ú. Holyně, Stodůlky, Šeberov, Třebonice, město Uhříněves včetně k. ú. Hájek a Pitkovice, Újezd nad Lesy, Újezd u Průhonic, Vinoř, město Zbraslav, obec Zličín včetně k. ú. Sobín.

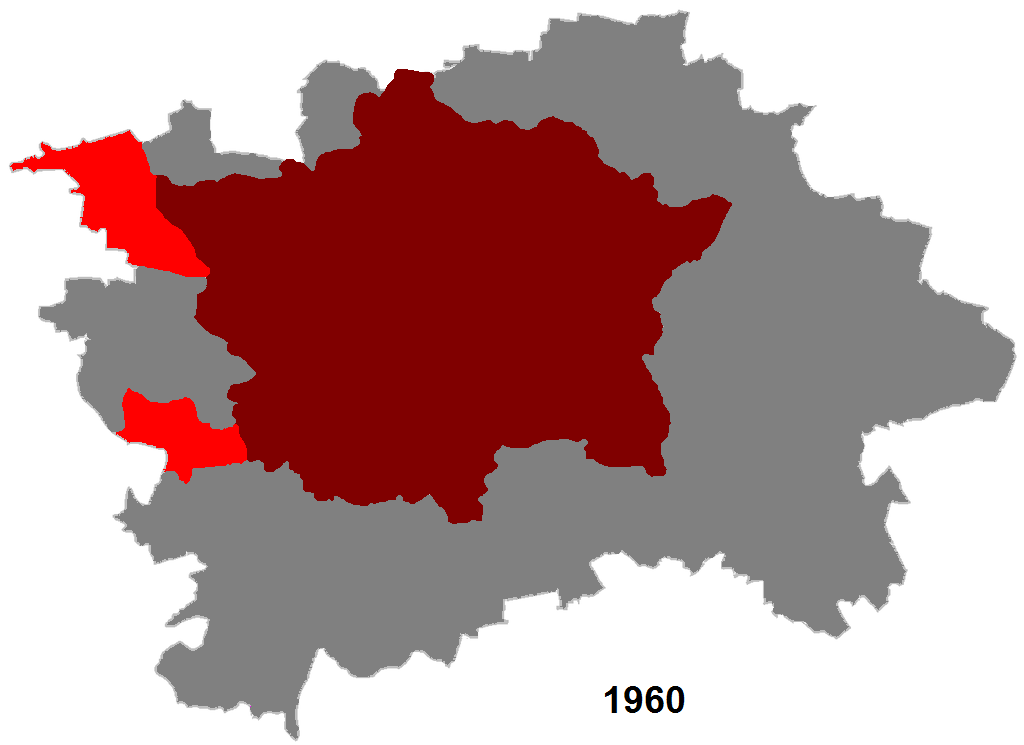
1960
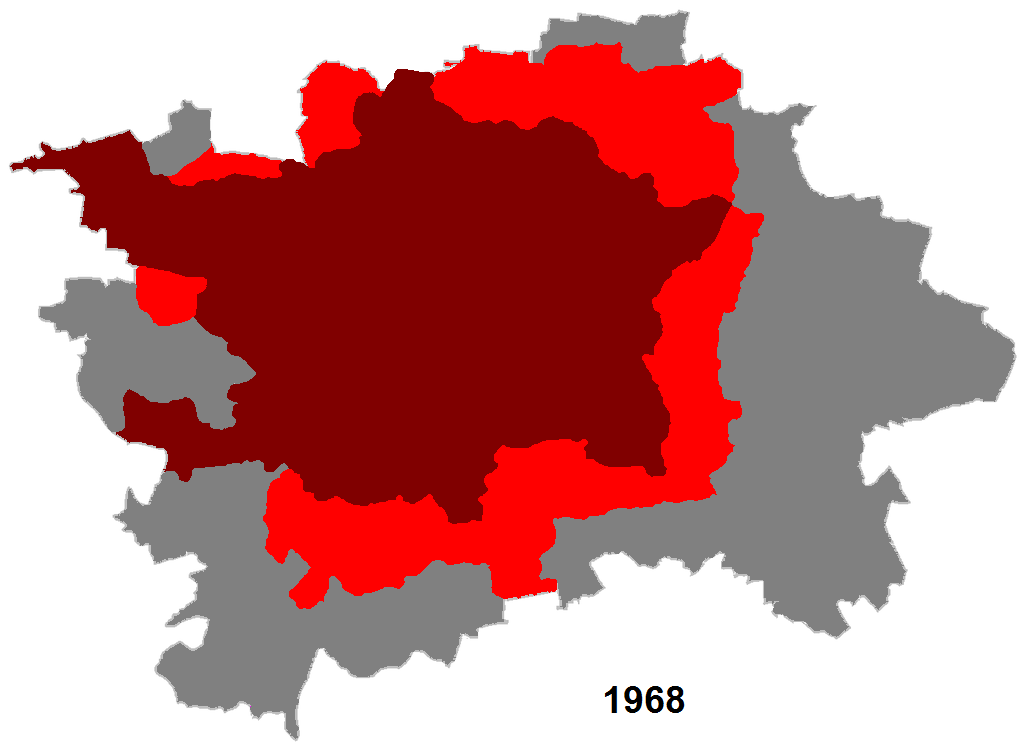
1968
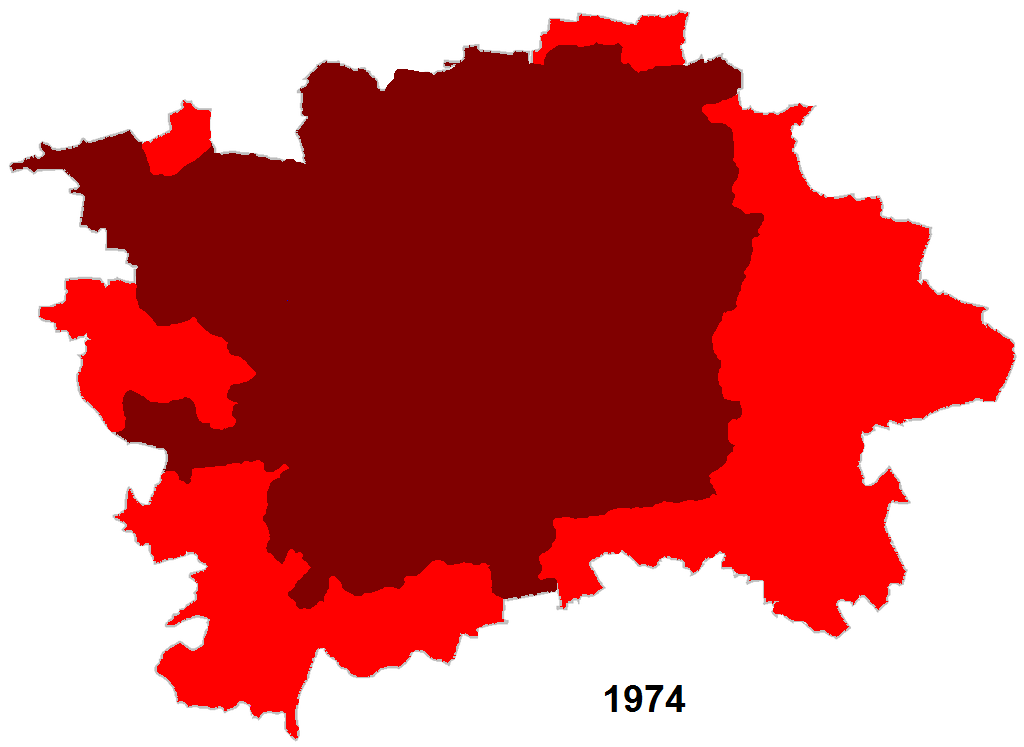
1974

#### Nová katastrální území
Na území Prahy vznikla dvě nová katastrální území:
- Černý Most: vzniklo rozhodnutími pléna NVP č. 20/3/P z 15. 5. 1986 a 7/10/P ze 17. 12. 1987 z částí katastrálních území Kyje, Horní Počernice a Hloubětín[3].
- Kamýk: vzniklo usnesením pléna NVP č. 10/5/P z 20. 10. 1988 z částí katastrálních území Modřany a Lhotka.

#### Obvody Praha 1 – Praha 10 (podle katastrálních území)
- Praha 1 – Josefov, Staré Město, Malá Strana, hlavní část Hradčan, severní část Nového Města.
- Praha 2 – Vyšehrad, jižní část Nového Města, část Nuslí, západní část Vinohrad
- Praha 3 – Žižkov a severovýchodní část Vinohrad
- Praha 4 – část Nuslí (bez Nuselského údolí), Michle, Krč, část Záběhlic (Spořilov), Lhotka, Podolí, Braník a Hodkovičky (1968 připojeny Háje, Chodov, Kunratice, Libuš, Modřany, 1974 připojeny Cholupice, Točná, Písnice, Šeberov, Újezd u Průhonic)
- Praha 5 – Smíchov, Košíře, Motol, Radlice, Jinonice, Hlubočepy, Malá Chuchle (1968 připojena Velká Chuchle, Lahovice, část Holyně, Zbraslav, Zličín, 1974 připojeny zbytek Holyně, Zadní Kopanina, Lipence, Lochkov, Radotín, Řeporyje, Slivenec, Stodůlky, Třebonice)
- Praha 6 – Dejvice, Sedlec, Střešovice, Břevnov, Veleslavín, Vokovice, Dolní Liboc, Ruzyně, část Bubenče, část Hradčan (1968 připojeny Lysolaje, Nebušice, Řepy, Suchdol, 1974 připojena Přední Kopanina)
- Praha 7 – Holešovice-Bubny, části Bubenče, dolní Troja
- Praha 8 – Bohnice, Čimice, Karlín, Kobylisy, Nové Město (malá část mezi Karlínem a Žižkovem), Střížkov, většina Libně, horní část Troji (1968 připojeny Ďáblice, Dolní Chabry, 1974 připojena Březiněves)
- Praha 9 – Vysočany, Prosek, Hloubětín, Hrdlořezy, východní část Libně (1968 připojeny Čakovice, Kbely, Kyje, Letňany, Miškovice, Třeboradice, 1970 připojeny Hostavice, 1974 připojeny Běchovice, Klánovice, Koloděje, Dolní Počernice, Horní Počernice, Satalice, Újezd nad Lesy, Vinoř)
- Praha 10 – Vršovice, Strašnice, Hostivař, Malešice, Záběhlice bez Spořilova, jihovýchodní část Vinohrad (1968 připojeny Dolní Měcholupy, Horní Měcholupy, Petrovice, Štěrboholy, 1974 připojeny Benice, Dubeč, Dubeček, Hájek, Kolovraty, Královice, Křeslice, Lipany, Nedvězí, Pitkovice, Uhříněves)

#### Obvody Praha 1 – Praha 10 (podle městských částí)
- Praha 1 – zahrnuje městskou část Praha 1
- Praha 2 – zahrnuje městskou část Praha 2
- Praha 3 – zahrnuje městskou část Praha 3
- Praha 4 – zahrnuje městské části Praha 4, Praha 11, Praha 12, Praha-Kunratice, Praha-Libuš, Praha-Šeberov, Praha-Újezd
- Praha 5 – zahrnuje městské části Praha 5, Praha 13, Praha 16, Praha-Lipence, Praha-Lochkov, Praha-Řeporyje, Praha-Slivenec, Praha-Velká Chuchle, Praha-Zbraslav, Praha-Zličín
- Praha 6 – zahrnuje městské části Praha 6, Praha 17, Praha-Lysolaje, Praha-Nebušice, Praha-Přední Kopanina, Praha-Suchdol
- Praha 7 – zahrnuje městské části Praha 7, Praha-Troja
- Praha 8 – zahrnuje městské části Praha 8, Praha-Březiněves, Praha-Dolní Chabry, Praha-Ďáblice
- Praha 9 – zahrnuje městské části Praha 9, Praha 14, Praha 18, Praha 19, Praha 20, Praha 21, Praha-Běchovice, Praha-Čakovice, Praha-Dolní Počernice, Praha-Klánovice, Praha-Koloděje, Praha-Satalice, Praha-Vinoř
- Praha 10 – zahrnuje městské části Praha 10, Praha 15, Praha 22, Praha-Benice, Praha-Dolní Měcholupy, Praha-Dubeč, Praha-Kolovraty, Praha-Královice, Praha-Křeslice, Praha-Nedvězí, Praha-Petrovice, Praha-Štěrboholy

### Správní a samosprávné členění od roku 1988
Zákonem č. 418/1990 Sb., o hlavním městě Praze, byly od 24. 11. 1990 zavedeny městské části. Úřady dosavadních obvodních národních výborů a místních národních výborů jsou přejmenovány na obvodní a místní úřady, samosprávné orgány národních výborů na zastupitelstva. Zákonem č. 131/2000 Sb., o hlavním městě Praze, se obvodní a místní úřady přejmenovávají na úřady městských částí.
Do roku 1990 byly správní a samosprávné obvody totožné s deseti státně-územními obvody. Některá území spadala přímo pod některý z deseti obvodních národních výborů, později připojené obce si zachovaly svůj vlastní místní národní výbor, avšak některé činnosti státní správy pro ně vykonával obvodní národní výbor a i tyto obce patřily zároveň pod působnost obvodní samosprávy.

#### Samosprávné městské části

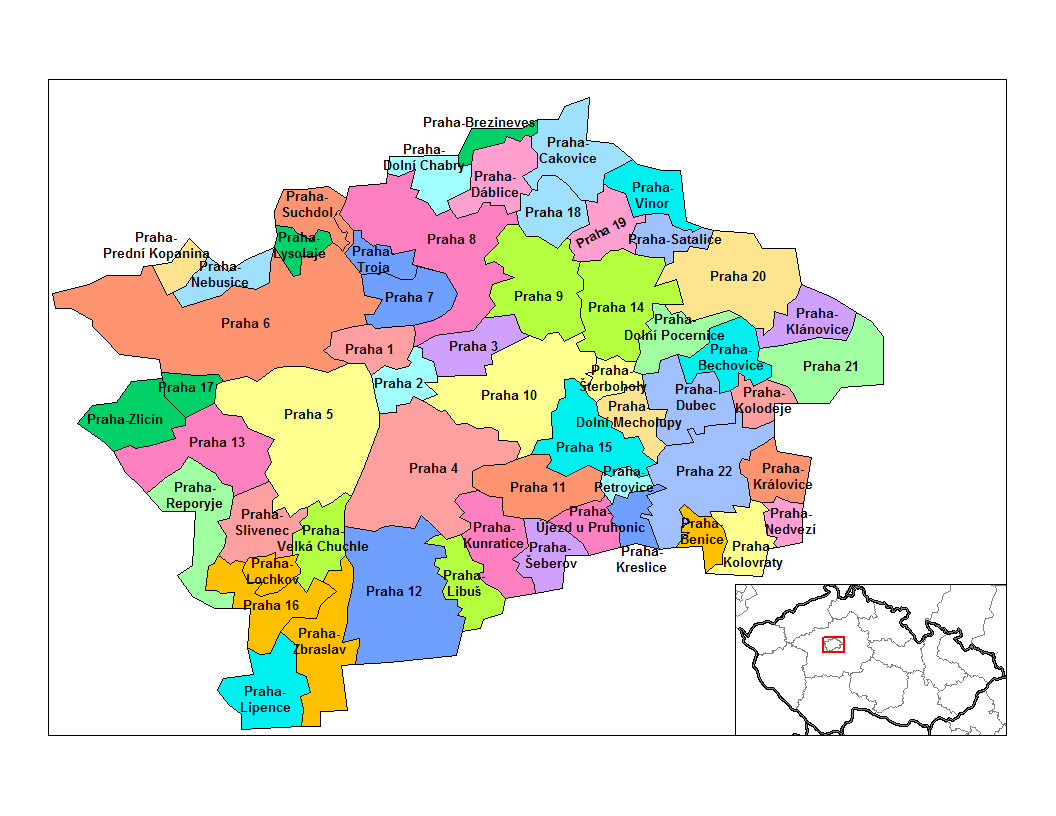
Rozdělení hlavního města Prahy na 57 samosprávných městských částí.

V roce 1990 vzniklo 56 takzvaných městských částí (do té doby zákon č. 111/1967 Sb. používal termín „městská část“ jako synonymní s pojmem „katastrální území“). 1. ledna 1992 přibyla další, Praha-Troja, odštěpením z městské části Praha 7. Zatímco do té doby byla samospráva v původnějších částech Prahy dvojstupňová a v okrajových (později připojených) částech trojstupňová, do území městských částí Praha 1 až Praha 10 vytvořených roku 1990 již nespadaly ty části obvodů Praha 1 až Praha 10, které měly vlastní místní národní výbory, od roku 1990 vlastní místní úřady, ještě později úřady městské části. Městské části se tak dělily na „velké“ a „malé“. K deseti „velkým“ postupně přibývaly některé další, původně „malé“.
K 18. listopadu 1994 bylo pět městských částí přejmenováno na Prahu 11 až Prahu 15, v rámci vytvoření správních obvodů přenesené působnosti od 1. ledna 1995. Současně došlo k některým změnám jejich vymezení, například Hostivař byla z městské části Praha 10 přeřazena do městské části Praha 15. K 1. lednu 2002 bylo podobným způsobem přejmenováno dalších 7 městských částí na Prahu 16 až Prahu 22. Od 1. ledna 2005 byla dolní část Sedlce přeřazena z městské části Praha-Suchdol k městské části Praha 6.

#### Státní správa a správní obvody

##### První experimenty se zvýšením počtu správních obvodů (1988–1994)
Obvodní národní výbory vykonávaly od roku 1949 státní správu pro území původních šestnácti, od roku 1960 deseti obvodů. Již od roku 1988 však docházelo k experimentům s přenášením částí obvodních pravomocí státní správy na některé místní úřady (tehdy MNV), nejprve pro MNV Chodov-Jižní Město, později pro Modřany a Jihozápadní Město.

##### Praha 1 – Praha 15 (1995–2001)
Od 1. 1. 1995 bylo vytvořeno dalších pět takzvaných správních obvodů a zároveň k přejmenování městských částí, jejichž místní úřady tuto rozšířenou působnost vykonávaly:
- Praha 11 – dříve Praha-Jižní Město: (i pro Praha-Újezd a Praha-Šeberov)
- Praha 12 – dříve Praha-Modřany: (i pro Praha-Libuš a Praha-Kunratice)
- Praha 13 – dříve Praha-Jihozápadní Město: (i pro Praha-Řeporyje, Praha-Řepy a Praha-Zličín)
- Praha 14 – dříve Praha-Kyje: (i pro Praha-Horní Počernice, Praha-Dolní Počernice, Praha-Újezd nad Lesy, Praha-Klánovice, Praha-Koloděje a Praha-Běchovice)
- Praha 15 – dříve Praha-Horní Měcholupy: (i pro Praha-Petrovice, Praha-Dolní Měcholupy, Praha-Štěrboholy, Praha-Uhříněves, Praha-Dubeč, Praha-Královice, Praha-Nedvězí, Praha-Kolovraty, Praha-Benice, Praha-Křeslice).

Kromě nich bylo některými kompetencemi státní správy (např. stavební úřad, živnostenský odbor) pověřeno dalších 10 místních úřadů:
- Praha-Libuš i pro Praha-Kunratice,
- Praha-Zbraslav i pro Praha-Lipence,
- Praha-Radotín i pro Praha-Slivenec a Praha-Velká Chuchle,
- Praha-Řepy i pro Praha-Zličín,
- Praha-Letňany i pro Praha-Čakovice,
- Praha-Ďáblice i pro Praha-Březiněves a Dolní Chabry,
- Praha-Kbely i pro Praha-Vinoř a Praha-Satalice,
- Praha-Horní Počernice pro sebe,
- Praha-Újezd nad Lesy i pro Praha-Klánovice, Praha-Koloděje a Praha-Běchovice
- Praha-Uhříněves i pro Praha-Dubeč, Praha-Královice, Praha-Nedvězí, Praha-Kolovraty, Praha-Benice a Praha-Křeslice.

##### Praha 1 – Praha 22 (od r. 2002)

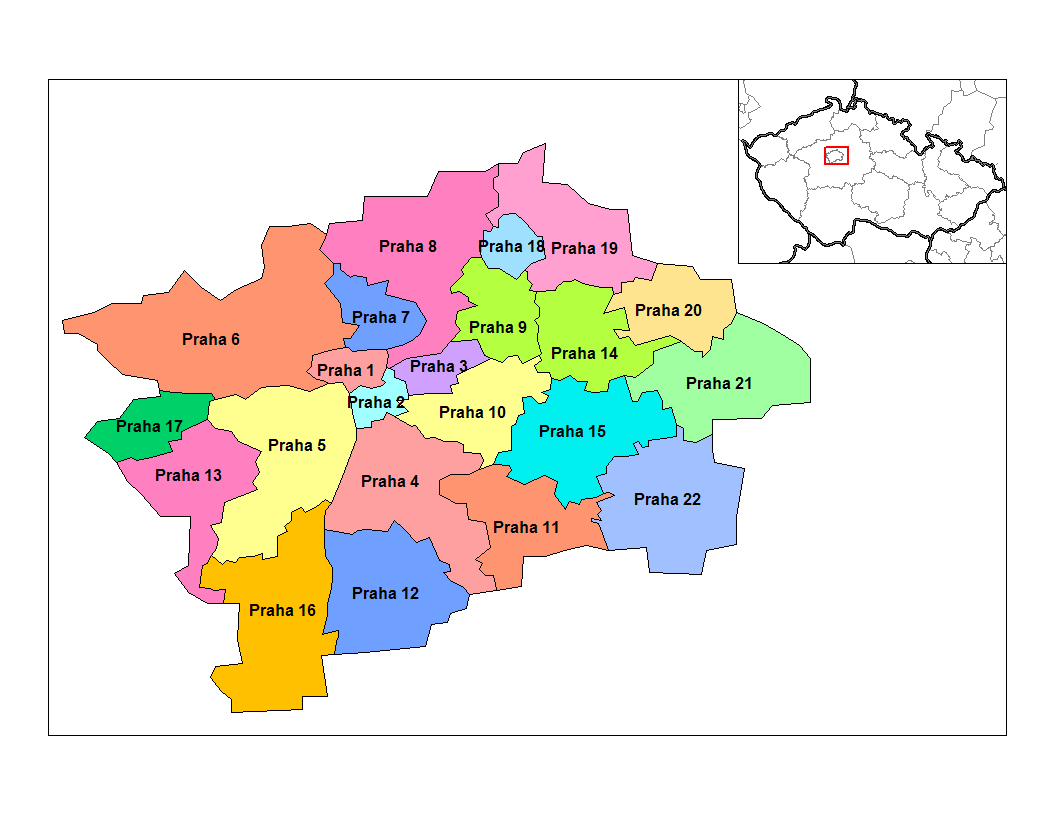
Správní obvody pro některé kompetence přenesené působnosti státní správy vykonávané úřady 22 vybraných městských částí.

Nový zákon o hl. m. Praze, č. 131/2000 Sb., přejmenoval místní a obvodní úřady na úřady městské části. Území a názvy městských částí a vymezení jejich působnosti stanovilo město Praha v obecně závazné vyhlášce č. 55/2000 Sb. HMP, přijaté zastupitelstvem města, nazvané Statut hlavního města Prahy a účinné od 1. července 2001. Byla odstraněna disproporce mezi malými a velkými částmi, kromě dosavadních městských částí s obvodními úřady bylo stanoveno ještě dalších 12 městských částí s rozšířenou působností státní správy, ty byly přejmenovány na Praha 11 až Praha 22 a tím byla Praha rozdělena do 22 takzvaných správních obvodů.
Jak vidno, Praha-Libuš, Praha-Zbraslav a Praha-Ďáblice o své privilegované postavení obvodu opět přišly. Ani nyní však neplatí, že by všech 22 městských částí „s čísly“ mělo navzájem zcela stejné pravomoci a zbylých 35 „malých“ městských částí také. Přesné rozdělení pravomocí státní správy je komplikovaným způsobem rozepsáno ve Statutu hlavního města Prahy.
Novými správními obvody, zaváděnými postupně od roku 1995, vznikl i zmatek a nejasnosti, protože původních 10 obvodů zůstalo stále v platnosti pro evidenci a označování budov a pozemků, pro soudní příslušnost apod. Neobeznámení lidé si nebyli a nejsou jisti, jestli bydlí například v Praze 13 nebo v Praze 5. Správní obvod může zasahovat i do více státně-územních obvodů, například správní obvod Praha 17 zasahuje do územních obvodů Praha 5 i Praha 6. Městské části Praha 1 až Praha 3 jsou totožné se stejnojmennými správními i územními obvody. Samosprávné městské části Praha 4 až Praha 10 tvoří jádra stejnojmenných správních obvodů a ty zase jádra stejnojmenných územních obvodů.
S účinností od 1. listopadu 2007 byla městská část Praha-Čakovice přeřazena ze správního obvodu Praha 19 (Kbely) do správního obvodu Praha 18 (Letňany). Nový stav se tak přibližuje tomu, jaký zde platil do roku 2001.

### Jednání o připojení dalších obcí

#### Přezletice
Na jaře 2007 vyzvalo zastupitelstvo obce Přezletice Prahu k jednání o připojení této obce k Praze. Podle Rudolfa Blažka je to první taková žádost od roku 1974. V anketě se z 647 rozdaných lístků vrátilo 377 a pro připojení k Praze se vyslovilo 330 občanů, obec měla tou dobou celkem 801 občanů (včetně dětí). Rada hl. m. Prahy jejich žádost 18. září 2007 usnesením č. 1415/2007 vzala na vědomí a pověřila náměstka primátora Rudolfa Blažka, aby zajistil jednání o přípravě připojení obce Přezletice k hlavnímu městu Praze (s termínem 30. listopadu 2007) a o postupech informoval Radu HMP do 18. prosince 2007. Současně se hodlá město Praha dotázat dalších obcí v okolí Prahy, zda nemají podobné záměry. Změna by si vyžádala novelizaci asi deseti zákonů i například územního plánu hlavního města Prahy.
Začátkem roku 2008 se konala první schůzka zástupců obou obcí a Praha neměla námitky. Magistrát hodlal utvořit pracovní skupinu. Do konce února 2008 chtěl Rudolf Blažek předložit radě města materiál, který by shrnul další postup. Žádné další obce neoslovil a žádná další obec se s podobnou žádostí neozvala. Podle informací z dubna 2008 měla poslední fáze přípravy nastat v roce 2009. Obec nakonec svou žádost stáhla.

#### Hora Svaté Kateřiny
Na začátku ledna 2008 zastupitelstvo krušnohorské obce Hora Svaté Kateřiny (v návaznosti na dřívější ústavní stížnost senátorů ) jednomyslně schválilo, že se obec chce připojit k Praze. Praha totiž dostává na jednoho občana ze státního rozpočtu přes 37 000 Kč ročně, Hora Svaté Kateřiny jen 8600. Radní poté vyjádřili přání, aby o připojení k Praze požádalo i dalších 650 obcí, které protestovaly proti způsobu rozdělování peněz ze státního rozpočtu obcím. Toto rozhodnutí přijali zastupitelé v bezprostřední reakci na přijetí novely Zákona o rozpočtovém určení daní. Zákony však jako podmínku slučování obcí uvádějí sousedství, což tyto dvě obce nesplňují, jsou vzdáleny asi 120 kilometrů.
 Místostarosta Petr Pakosta uvedl, že daně se v ČR přerozdělují na rozdíl od mnoha jiných zemí podle počtu trvale bydlících, ačkoliv infrastruktura slouží i chatařům, jichž je v obci asi polovina a mnozí mají trvalé bydliště v Praze.
Náměstkyně pražského primátora Markéta Reedová naopak uvedla, že v Praze se vytvoří čtvrtina republikového hrubého domácího produktu a zpět se jí vrací necelá třetina, takže peníze z Prahy dostává i Hora Svaté Kateřiny. 

#### Další obce
Uvažuje se také o připojení města Roztoky u Prahy nebo obcí Zdiby (včetně přilehlých osad), Hovorčovice, Šestajovice, Průhonice, Hostivice nebo Horoměřice. Novinky.cz v dubnu 2008 uvedly, že neoficiálně se hovoří o připojení obcí Hostivice, Vestec, Šestajovice, Jenštejn a Radonice, ale u posledních dvou je žádost málo pravděpodobná.